# Deens voetbalelftal in 2002
Het Deens voetbalelftal speelde dertien officiële interlands in het jaar 2002, waaronder vier duels bij het WK voetbal 2002 in Japan en Zuid-Korea. Daar werd de ploeg in de achtste finale uitgeschakeld door Engeland (0-3). De selectie stond onder leiding van oud-international Morten Olsen. Eén speler kwam in alle dertien duels in actie: aanvaller Dennis Rommedahl.

## Balans
| Wedstrijden | Wedstrijden | Wedstrijden | Wedstrijden | Doelpunten | Doelpunten | Doelpunten | Punten |
| Gespeeld    | Winst       | Gelijk      | Verlies     | Voor       | Tegen      | Saldo      | Punten |
| ----------- | ----------- | ----------- | ----------- | ---------- | ---------- | ---------- | ------ |
| 13          | 9           | 2           | 2           | 20         | 13         | +7         | 1.538  |

## Interlands
|                                                        |               |               |            |                                                                                                 |
| 13 februari Vriendschappelijk № 660 «onderlinge duels» | Saoedi-Arabië | 0 – 1         | Denemarken | King Fahd International Stadium, Riyadh Toeschouwers: 7.000 Scheidsrechter: Qasim Shaaban (KUW) |
| 13 februari Vriendschappelijk № 660 «onderlinge duels» |               | 17' Ebbe Sand |            | King Fahd International Stadium, Riyadh Toeschouwers: 7.000 Scheidsrechter: Qasim Shaaban (KUW) |

|                                                     |                                                     |       |            |                                                                                |
| 27 maart Vriendschappelijk № 661 «onderlinge duels» | Ierland                                             | 3 – 0 | Denemarken | Lansdowne Road, Dublin Toeschouwers: 42.000 Scheidsrechter: Brian Lawlor (WAL) |
| 27 maart Vriendschappelijk № 661 «onderlinge duels» | Ian Harte 19' Robbie Keane 54' Clinton Morrison 90' |       |            | Lansdowne Road, Dublin Toeschouwers: 42.000 Scheidsrechter: Brian Lawlor (WAL) |

|                                                     |                                                           |       |                      |                                                                              |
| 17 april Vriendschappelijk № 662 «onderlinge duels» | Denemarken                                                | 3 – 1 | Israël               | Parken, Kopenhagen Toeschouwers: 9.598 Scheidsrechter: Jack van Hulten (NED) |
| 17 april Vriendschappelijk № 662 «onderlinge duels» | Jan Heintze 4' Jon Dahl Tomasson 14' Dennis Rommedahl 34' |       | 90' (pen.) Avi Nimni | Parken, Kopenhagen Toeschouwers: 9.598 Scheidsrechter: Jack van Hulten (NED) |

|                                                   |                                                        |       |                   |                                                                             |
| 17 mei Vriendschappelijk № 663 «onderlinge duels» | Denemarken                                             | 2 – 1 | Kameroen          | Parken, Kopenhagen Toeschouwers: 34.571 Scheidsrechter: Rune Pedersen (NOR) |
| 17 mei Vriendschappelijk № 663 «onderlinge duels» | Lucien Mettomo 20' (e.d.) Jon Dahl Tomasson 58' (pen.) |       | 74' Modeste Mbami | Parken, Kopenhagen Toeschouwers: 34.571 Scheidsrechter: Rune Pedersen (NOR) |

|                                                   |                                   |       |                 |                                                                                        |
| 26 mei Vriendschappelijk № 664 «onderlinge duels» | Denemarken                        | 2 – 1 | Tunesië         | Kimiidera Park, Wakayama Toeschouwers: 19.800 Scheidsrechter: Toshimitsu Yoshida (JPN) |
| 26 mei Vriendschappelijk № 664 «onderlinge duels» | Jesper Grønkjær 17' Ebbe Sand 67' |       | 62' Zied Jaziri | Kimiidera Park, Wakayama Toeschouwers: 19.800 Scheidsrechter: Toshimitsu Yoshida (JPN) |

| WK voetbal 2002 |
| --------------- |

|                                                                |                                             |           |                     |                                                                               |
| 1 juni WK-eindronde Groep A № 665 «onderlinge duels» 18:00 uur | Denemarken                                  | 2 – 1     | Uruguay             | Munsu Cup Stadion, Ulsan Toeschouwers: 30.157 Scheidsrechter: Saad Mane (KUW) |
| 1 juni WK-eindronde Groep A № 665 «onderlinge duels» 18:00 uur | Jon Dahl Tomasson 45' Jon Dahl Tomasson 83' | (details) | 47' Darío Rodríguez | Munsu Cup Stadion, Ulsan Toeschouwers: 30.157 Scheidsrechter: Saad Mane (KUW) |

|                                                                |                |           |                              |                                                                                         |
| 6 juni WK-eindronde Groep A № 666 «onderlinge duels» 15:30 uur | Senegal        | 1 – 1     | Denemarken                   | Daegu World Cup Stadium, Daegu Toeschouwers: 43.500 Scheidsrechter: Carlos Batres (GUA) |
| 6 juni WK-eindronde Groep A № 666 «onderlinge duels» 15:30 uur | Salif Diao 52' | (details) | 16' (pen.) Jon Dahl Tomasson | Daegu World Cup Stadium, Daegu Toeschouwers: 43.500 Scheidsrechter: Carlos Batres (GUA) |

|                                                                 |                                            |           |           |                                                                                               |
| 11 juni WK-eindronde Groep A № 667 «onderlinge duels» 15:30 uur | Denemarken                                 | 2 – 0     | Frankrijk | Incheon Munhak Stadion, Incheon Toeschouwers: 48.100 Scheidsrechter: Vítor Melo Pereira (POR) |
| 11 juni WK-eindronde Groep A № 667 «onderlinge duels» 15:30 uur | Dennis Rommedahl 22' Jon Dahl Tomasson 67' | (details) |           | Incheon Munhak Stadion, Incheon Toeschouwers: 48.100 Scheidsrechter: Vítor Melo Pereira (POR) |

|                                                                        |            |           |                                                    |                                                                                  |
| 15 juni WK-eindronde Achtste finale № 668 «onderlinge duels» 20:30 uur | Denemarken | 0 – 3     | Engeland                                           | Big Swan Stadion, Niigata Toeschouwers: 40.582 Scheidsrechter: Markus Merk (GER) |
| 15 juni WK-eindronde Achtste finale № 668 «onderlinge duels» 20:30 uur |            | (details) | 5' Rio Ferdinand 22' Michael Owen 44' Emile Heskey | Big Swan Stadion, Niigata Toeschouwers: 40.582 Scheidsrechter: Markus Merk (GER) |

|  |  |  |  |  |  |  |  |  |

|                                                        |           |              |            |                                                                                |
| 21 augustus Vriendschappelijk № 669 «onderlinge duels» | Schotland | 0 – 1        | Denemarken | Hampden Park, Glasgow Toeschouwers: 28.766 Scheidsrechter: Leslie Irvine (NIR) |
| 21 augustus Vriendschappelijk № 669 «onderlinge duels» |           | 9' Ebbe Sand |            | Hampden Park, Glasgow Toeschouwers: 28.766 Scheidsrechter: Leslie Irvine (NIR) |

|                                                      |                                      |       |                                             |                                                                               |
| 7 september EK-kwalificatie № 670 «onderlinge duels» | Noorwegen                            | 2 – 2 | Denemarken                                  | Ullevaal Stadion, Oslo Toeschouwers: 25.114 Scheidsrechter: Hugh Dallas (SCO) |
| 7 september EK-kwalificatie № 670 «onderlinge duels» | John Arne Riise 54' John Carew 90+2' |       | 23' Jon Dahl Tomasson 71' Jon Dahl Tomasson | Ullevaal Stadion, Oslo Toeschouwers: 25.114 Scheidsrechter: Hugh Dallas (SCO) |

|                                                               |                                            |       |           |                                                                           |
| 12 oktober EK-kwalificatie № 671 «onderlinge duels» 18:15 uur | Denemarken                                 | 2 – 0 | Luxemburg | Parken, Kopenhagen Toeschouwers: 40.300 Scheidsrechter: Ferenc Bede (HUN) |
| 12 oktober EK-kwalificatie № 671 «onderlinge duels» 18:15 uur | Jon Dahl Tomasson 52' (pen.) Ebbe Sand 72' |       |           | Parken, Kopenhagen Toeschouwers: 40.300 Scheidsrechter: Ferenc Bede (HUN) |

|                                                                  |                                              |       |       |                                                                           |
| 20 november Vriendschappelijk № 672 «onderlinge duels» 19:15 uur | Denemarken                                   | 2 – 0 | Polen | Parken, Kopenhagen Toeschouwers: 15.364 Scheidsrechter: Ruud Bossen (NED) |
| 20 november Vriendschappelijk № 672 «onderlinge duels» 19:15 uur | Jon Dahl Tomasson 22' Thomas Røll Larsen 72' |       |       | Parken, Kopenhagen Toeschouwers: 15.364 Scheidsrechter: Ruud Bossen (NED) |

## FIFA-wereldranglijst
| JAN | FEB | MAR | APR | MEI | JUN | JUL | AUG | SEP | OKT | NOV | DEC |
| --- | --- | --- | --- | --- | --- | --- | --- | --- | --- | --- | --- |
| 17  | 20  | 20  | 20  | 20  |     | 13  | 12  | 13  | 13  | 13  | 12  |

## Statistieken
| Thomas Sørensen     | 1976-06-12 | Sunderland AFC    | 11 | 0 | 0  |    |    |
| Peter Skov-Jensen   | 1971-06-09 | FC Midtjylland    | 2  | 0 | 0  |    |    |
| Peter Kjær          | 1965-11-05 | Aberdeen FC       | 0  | 1 | 0  | 4  | 0  |
| Verdediging         |            |                   |    |   |    |    |    |
| René Henriksen      | 1969-08-27 | Panathinaikos     | 12 | 0 | 0  |    |    |
| Martin Laursen      | 1977-07-26 | AC Milan          | 10 | 0 | 0  |    |    |
| Thomas Helveg       | 1971-06-24 | AC Milan          | 8  | 0 | 0  |    |    |
| Niclas Jensen       | 1974-08-17 | Manchester City   | 7  | 4 | 0  |    |    |
| Jan Heintze         | 1963-08-17 | PSV Eindhoven     | 6  | 0 | 1  |    |    |
| Kasper Bøgelund     | 1980-10-08 | PSV Eindhoven     | 4  | 2 | 0  |    |    |
| Steven Lustü        | 1971-04-13 | Lyn Oslo          | 2  | 2 | 0  |    |    |
| Martin Albrechtsen  | 1980-03-31 | FC Kopenhagen     | 1  | 0 | 0  |    |    |
| Thomas Rytter       | 1974-01-06 | VfL Wolfsburg     | 1  | 0 | 0  |    |    |
| Per Nielsen         | 1973-10-15 | Brøndby IF        | 0  | 1 | 0  | 1  | 0  |
| Middenveld          |            |                   |    |   |    |    |    |
| Thomas Gravesen     | 1976-03-11 | Everton           | 12 | 0 | 0  |    |    |
| Christian Poulsen   | 1980-02-28 | Schalke 04        | 7  | 3 | 0  |    |    |
| Stig Tøfting        | 1969-08-14 | Bolton Wanderers  | 7  | 0 | 0  |    |    |
| Martin Jørgensen    | 1975-10-06 | Udinese           | 4  | 2 | 0  |    |    |
| Claus Jensen        | 1977-04-29 | Charlton Athletic | 1  | 5 | 0  |    |    |
| Brian Steen Nielsen | 1968-12-28 | Aarhus GF         | 1  | 3 | 0  |    |    |
| Allan Nielsen       | 1971-03-13 | Watford           | 1  | 1 | 0  |    |    |
| Jan Michaelsen      | 1970-11-28 | Panathinaikos     | 0  | 6 | 0  |    |    |
| Thomas Røll         | 1977-03-12 | FC Kopenhagen     | 0  | 2 | 1  |    |    |
| Thomas Frandsen     | 1976-03-25 | Viborg FF         | 0  | 1 | 0  |    |    |
| Daniel Jensen       | 1979-06-25 | sc Heerenveen     | 0  | 1 | 0  |    |    |
| Michael Silberbauer | 1981-07-07 | Aalborg BK        | 0  | 1 | 0  |    |    |
| Per Frandsen        | 1970-02-06 | Bolton Wanderers  | 0  | 1 | 0  |    |    |
| Michael Johansen    | 1972-07-22 | AB Kopenhagen     | 0  | 1 | 0  |    |    |
| Peter Nielsen       | 1968-03-03 | FC Kopenhagen     | 0  | 1 | 0  |    |    |
| Morten Wieghorst    | 1971-02-25 | Brøndby IF        | 0  | 1 | 0  |    |    |
| Aanval              |            |                   |    |   |    |    |    |
| Dennis Rommedahl    | 1978-07-22 | PSV Eindhoven     | 13 | 0 | 2  |    |    |
| Jon Dahl Tomasson   | 1976-08-29 | AC Milan          | 12 | 0 | 10 |    |    |
| Ebbe Sand           | 1972-07-19 | Schalke 04        | 11 | 0 | 4  | 52 | 20 |
| Jesper Grønkjær     | 1977-08-12 | Chelsea           | 8  | 4 | 1  |    |    |
| Peter Løvenkrands   | 1980-01-29 | Glasgow Rangers   | 2  | 5 | 0  |    |    |
| Peter Madsen        | 1978-04-26 | VfL Wolfsburg     | 0  | 3 | 0  |    |    |
| Marc Nygaard        | 1976-09-01 | Lommel SK         | 0  | 1 | 0  |    |    |